# Missolungi (gmina)
Missolungi, oficjalnie Gmina Świętego Miasta Missolungi (gr. Δήμος Ιεράς Πόλεως Μεσολογγίου, Dimos Ieras Poleos Mesolongiu) – gmina w Grecji, w administracji zdecentralizowanej Peloponez, Grecja Zachodnia i Wyspy Jońskie, w regionie Grecja Zachodnia, w jednostce regionalnej Etolia-Akarnania. Siedzibą gminy jest Missolungi. W 2011 roku liczyła 34 416 mieszkańców. Powstała 1 stycznia 2011 roku w wyniku połączenia dotychczasowych gmin: Święte Miasto Missolungi, Iniades i Etoliko.